# Kościół Niepokalanego Serca Maryi w Międzychodzie
Kościół Niepokalanego Serca Maryi w Międzychodzie – rzymskokatolicki kościół parafialny w Międzychodzie, w województwie wielkopolskim. Mieści się przy ulicy Piłsudskiego. Należy do dekanatu międzychodzkiego.

## Historia
Kościół został wzniesiony w 1840 jako świątynia ewangelicka. Zbudowano ją z cegły ceramicznej. Poświęcenie budowli miało miejsce w dniu 15 października tego samego roku z udziałem nadprezydenta Wielkiego Księstwa Poznańskiego Edwarda von Flotwella. Fundusze na jej budowę zostały wyasygnowane częściowo przez rząd pruski, który dążył do umocnienia wpływów Kościoła ewangelickiego na ziemiach polskich, wchłoniętych przez państwo Hohenzollernów podczas rozbiorów. Wieża jest wysoka na 42 metry. 10 czerwca 1874 na wieży zostały umieszczone pozłocone kula i krzyż. W kuli zamknięto dokumenty, pisma i monety. W dokumentach były zawarte informacje o świątyni, szkołach i mieście. Zostały włożone tam również monety niemieckiego systemu monetarnego i gazety. W wieży zostały umieszczone dwa dzwony ze starej świątyni. W 1864 zostały zbudowane nowe organy a w 1894 świątynia została wyposażona w urządzenie do ogrzewania (4 piece płaszczowe Mentelboffen). W 1897 został powiększony chór organowy. Do tego chóru fabrykant Schneider z Międzychodu wykonał imponujący żyrandol z mosiądzu. W tym samym roku zostały odnowione tynki i zostały pomalowane zewnętrzne ściany wieży.
W okresie II Rzeczypospolitej kościół był we władaniu parafii należącej do superintendentury Międzychód-Szamotuły Ewangelickiego Kościoła Unijnego.
Po 1945 świątynia poewangelicka przejęta została przez katolików i przyjęła wezwanie: Niepokalanego Serca Maryi. Początkowo była to świątynia pomocnicza dla parafii pod wezwaniem Męczeństwa św. Jana Chrzciciela. Od 1969 jest kościołem parafialnym.